# Megachile malayana
Megachile malayana är en biart som beskrevs av Cameron 1901. Megachile malayana ingår i släktet tapetserarbin, och familjen buksamlarbin. Inga underarter finns listade i Catalogue of Life.